# Peva (Moimenta da Beira)
Peva é uma povoação portuguesa do Município de Moimenta da Beira que foi sede da extinta Freguesia de Peva, freguesia que tinha 19,92 km² de área e 418 habitantes (2011), e, por isso, uma densidade populacional de 21 hab/km².
A Freguesia de Peva foi extinta (agregada) pela reorganização administrativa de 2012/2013, tendo o seu território sido agregado ao da Freguesia de Segões para criar a União de Freguesias de Peva e Segões.
Soutosa foi a última sede do concelho de Pêra, pela sua localização geográfica, ou talvez ainda, para resolver o diferendo entre as duas terras rivais, Pêra e Peva, que para si queriam a categoria de vila e sede de concelho que por isso se chamou de Pêra e Peva. 
Fez parte do extinto concelho de Pêra Velha até 1834. As origens de Peva sempre andaram ligadas a Peravelha; partilharam conflitos, recursos naturais, defenderam impetuosamente o seu território, mas Soutosa consegue expressar um brilho literário, revelou-se um de inspiração para Mestre Aquilino Ribeiro que nitidamente se absorve nas sua obras literárias.

## População
| População da freguesia de Peva | População da freguesia de Peva | População da freguesia de Peva | População da freguesia de Peva | População da freguesia de Peva | População da freguesia de Peva | População da freguesia de Peva | População da freguesia de Peva | População da freguesia de Peva | População da freguesia de Peva | População da freguesia de Peva | População da freguesia de Peva | População da freguesia de Peva | População da freguesia de Peva | População da freguesia de Peva |
| ------------------------------ | ------------------------------ | ------------------------------ | ------------------------------ | ------------------------------ | ------------------------------ | ------------------------------ | ------------------------------ | ------------------------------ | ------------------------------ | ------------------------------ | ------------------------------ | ------------------------------ | ------------------------------ | ------------------------------ |
| 1864                           | 1878                           | 1890                           | 1900                           | 1911                           | 1920                           | 1930                           | 1940                           | 1950                           | 1960                           | 1970                           | 1981                           | 1991                           | 2001                           | 2011                           |
| 886                            | 872                            | 901                            | 890                            | 1 037                          | 1 066                          | 1 150                          | 1 181                          | 1 379                          | 1 069                          | 851                            | 722                            | 625                            | 513                            | 418                            |

| Distribuição da População por Grupos Etários | Distribuição da População por Grupos Etários | Distribuição da População por Grupos Etários | Distribuição da População por Grupos Etários | Distribuição da População por Grupos Etários | Distribuição da População por Grupos Etários | Distribuição da População por Grupos Etários | Distribuição da População por Grupos Etários | Distribuição da População por Grupos Etários | Distribuição da População por Grupos Etários |
| -------------------------------------------- | -------------------------------------------- | -------------------------------------------- | -------------------------------------------- | -------------------------------------------- | -------------------------------------------- | -------------------------------------------- | -------------------------------------------- | -------------------------------------------- | -------------------------------------------- |
| Ano                                          | 0-14 Anos                                    | 15-24 Anos                                   | 25-64 Anos                                   | > 65 Anos                                    |                                              | 0-14 Anos                                    | 15-24 Anos                                   | 25-64 Anos                                   | > 65 Anos                                    |
| 2001                                         | 73                                           | 58                                           | 225                                          | 157                                          |                                              | 14,2%                                        | 11,3%                                        | 43,9%                                        | 30,6%                                        |
| 2011                                         | 38                                           | 51                                           | 189                                          | 140                                          |                                              | 9,1%                                         | 12,2%                                        | 45,2%                                        | 33,5%                                        |

## História
Hoje, a freguesia de Peva vive da sua história, da sua beleza que a enriquece por dentro e que a circunda, do amor que lhe dedicam os seus filhos: ora investindo nela, ora fixando-se, ora levando o seu nome a outros continentes.

## Um Povo Que Semeia Há-se Sempre Colher
Muitos foram os que se obrigaram a deixá-la para procurar noutras paragens retribuição mais justa para o seu trabalho. Mas os que emigram para longe acabam por voltar. E os que a trocam por metrópoles maiores dentro do País guardam carinhosamente a sua recordação e se não a visitam regularmente sentem a saudade como sempre se deve senti-la, ou seja, com fervor e angústia. Mas uns e outros conseguem sempre o que queriam (é forte mesmo, o temperamento dos beirões retintos, um temperamento que antes-quebrar-que torcer): transmitir o seu nome, a sua imagem aos que, não a sentindo como mãe, gostariam de ser perfilhados por ela.
Freguesia muito “flagelada” pelo fenómeno da emigração, a freguesia de Peva nem por isso perdeu a sua agressividade, o seu orgulho, a sua forma própria de encarar sucessos e contrariedades.
A teimosia – que no caso é mais bem traduzida pelas expressões generosidade, confiança entrega plena – leva os Pevenses a trabalharem com denodo e a apostarem apaixonadamente na sua terra. Uma semente apodrecida não significa necessariamente que o solo seja estéril. Há que semear de novo e de novo e de novo; há que fecundar a terra até que o fruto nasça, sadio, a comprovar que afinal aquela semente podre foi apenas prole do azar.
Soutosa e S. Martinho – duas aldeias da freguesia que tipificam um estilo de vida que tem mais a ver com a resistência, com a colagem a valores ancestrais, com o querer e o saber viver onde viveram os nossos antepassados, com a vontade imensa de afirmar que os que nos serviram de referência eram homens e mulheres sábios – são locais perfeitos para buscar-mos as origens. Estando em Peva qualquer caminho nos leva ao lugar de Soutosa ou S. Martinho em qualquer dos lugares percorrer-lhe o empedrado e sentir as casas onde a nossa mãe podia ter vivido, aquecida no Inverno pelos animais que tinham a sua guarida no andar térreo; ver-lhe as casas modernas que significam que a vida não vai parar nunca, que hão-de vir netos e bisnetos e que sobre eles há-de recair o peso agridoce de uma sólida herança afectiva; saber que Peva, ali tão perto, se encarregará de as encorajar a crescer porque é dali – daqueles lugares e tantos outros – que se espera o renovamento contínuo da energia que espalhe o nome da freguesia de Peva (do bom nome de Peva, das suas sementes de qualidade), da franqueza e da honestidade das suas gentes, por todo o lado.
Peva toca-nos fundo. Se lá for, se calcorrear as serranias que rodeiam e sentir a rudeza e a ternura de que a freguesia de Peva é capaz, jamais a esquecerá. De Peva diz só o que sabes, diz-se. Não disse de mais. Foi extinta e agregada à freguesia de Segões criando assim a União de freguesias de Peva e Segões de qual é sede.

## Toponímia
O nome «Peva», de acordo com o linguista português José Pedro Machado, poderá ter vindo do nome próprio Paleuba, de origem germânica, que, por seu turno, terá chegado por via do latim medieval sob a forma de Peeuva. Dessarte, julga-se que o nome da localidade será uma alusão ao nome de um antigo povoador ou senhor destas terras.

## Património
- Santuário de Santo Antão / Miradouro
- Fundação Aquilino Ribeiro
- Necrópole Medieval
- Senhor da Aflição / Parque de Merendas